# 靳陽陽
靳阳阳（1996年2月13日—，原名靳宇阳），中国女演员、歌手，生於安徽。《青春有你2》参赛选手。

## 经历
2020年，以训练生身份参加爱奇艺偶像女团竞演养成类真人秀节目《青春有你》第二季。
同年参演电眼《触手》及《猛龙过沟》。

## 影視作品

### 电影
| 年份   | 劇名           | 角色   |
| ------ | -------------- | ------ |
| 2021年 | 《陽光姐妹淘》 | 小混混 |
| 未播出 | 《触手》       |        |
| 未播出 | 《猛龙过沟》   |        |

### 綜藝節目
| 日期                         | 頻道   | 節目名稱           | 備註   |
| ---------------------------- | ------ | ------------------ | ------ |
| 2020年3月12日－2020年5月30日 | 爱奇艺 | 《青春有你第二季》 | 參賽者 |

### 青春有你2时期
| 发行时间 | 歌曲名称（歌曲说明）                                            | 原唱者           |
| 2020     | 《眉飞色舞》（初评舞台，未播出在纯享版）                        | 郑秀文           |
| 2020     | 《芒种》（爱奇艺《青春有你2》学员考核位置测评歌曲）             | 音阙诗听、赵方婧 |
| 2020     | 《Yes! Ok!》（爱奇艺《青春有你2》主题曲）                       | 青春有你2训练生  |
| 2020     | 《有点甜》（爱奇艺《青春有你2》学员小组竞演歌曲）               | 汪苏泷、BY2      |
| 2020     | 《想见你想见你想见你》（爱奇艺《青春有你2》练习室表演-2.5公演） | 八三夭樂團       |

## 链接
靳陽陽的新浪微博